# Aïn M'lila
Ain M'Lila là một đô thị thuộc tỉnh Oum el Bouaghi, Algérie. Dân số thời điểm năm 2002 là 69.798 người.